# Çanakkale (stad)
Çanakkale is de hoofdstad van de gelijknamige provincie Çanakkale in Turkije. De stad zelf heeft 204.454 inwoners en met de districten en dorpen samen heeft het 568.966 inwoners.

## Cultuur
In de loop van de geschiedenis is Çanakkale door vele volkeren bewoond, hetgeen zijn sporen heeft nagelaten in de bebouwing. Vanaf de jaren zeventig is Turkije begonnen met investeringen in de stad en is deze gemoderniseerd. Tegenwoordig is Çanakkale een van de modernste steden in Turkije.
De inwoners zijn van verschillende etnische komaf. De keuken van de streek is bekend vanwege de kazen, wijnen, olijven en vis. De antieke stad Troje ligt op 30 kilometer van Çanakkale.

## Geboren

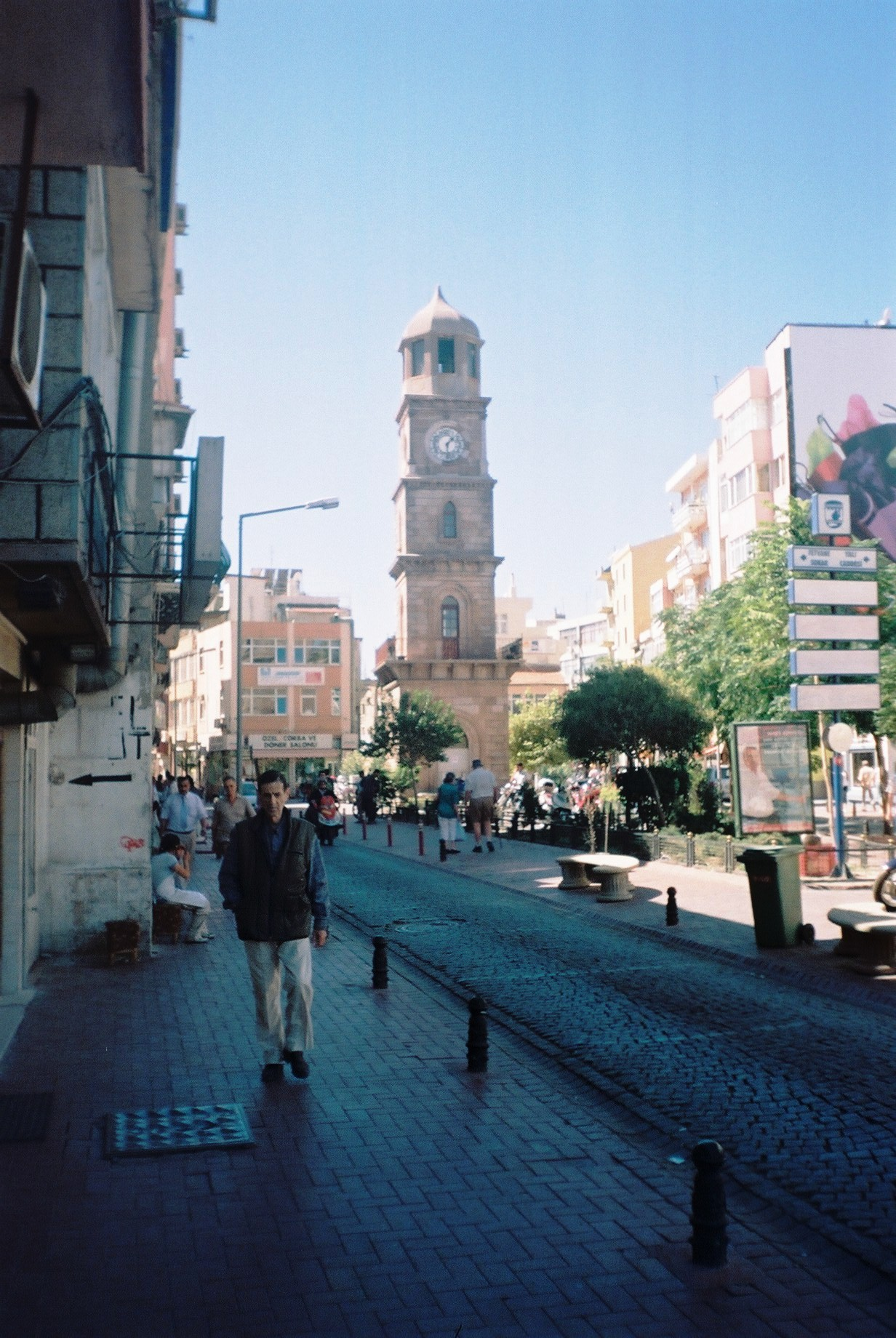
Klokkentoren van Çanakkale

- Fevzi Elmas (1983), voetballer

- Gemeinsame Normdatei: 4085132-1
- Library of Congress Control Number: n96070595
- Nationale Bibliotheek van Israël: 987007531131805171
- TDVİA: canakkale
- Virtual International Authority File: 125654338
- WorldCat: E39PBJyGVdDJFpGqhbcGq8G8md